# فرودگاه جبل‌طارق
فرودگاه جبل طارق (به انگلیسی: Gibraltar Airport) (به زبان بومی: North Front Airport) یک فرودگاه نظامی و همگانی با کد یاتا GIB است که یک باند فرود آسفالت دارد و طول باند آن ۱۸۲۸ متر است. این فرودگاه در کشور جبل طارق قرار دارد و در ارتفاع ۵ متری از سطح دریا واقع شده‌است. مونارک ایرلاینز هواپیمایی عمده این فرودگاه است.
خیابان وینستون چرچیل از وسط باند فرودگاه جبل‌طارق رد می‌شود و با باند این فرودگاه یک تقاطع دارد. این اتفاق به دلیل کمبود فضا در این منطقه رخ داده‌است. با هربار پرواز یا فرود هواپیما در این فرودگاه، خیابان بسته می‌شود. خیابان چرچیل ارتباط خودرویی و پیاده‌رویی بین جبل‌الطارق، متعلق به بریتانیا و شهر لا لینئا د لا کنسپسیون، متعلق به اسپانیا را فراهم می‌کند.
روزانه یازده پرواز از فرودگاه جبل طارق انجام می‌شود. خیابان متقاطع با باند این فرودگاه در مجموع روزانه حداکثر دو ساعت بسته می‌شود. برنامه‌هایی برای ایجاد تونل یا زیرگذر زیر این باند مطرح شده‌است اما هنوز عملی نشده‌است:0"/>
فرودگاه جبل طارق ابتدا به عنوان پروازگاه اضطراری نیروی دریایی پادشاهی بریتانیا در سال ۱۹۳۹ آغاز به کار کرد و باند آن بعدها با استفاده از خاک صخره جبل‌الطارق به درون دریا تعمیم یافت. اسپانیا و بریتانیا بر سر مالکیت محل این فرودگاه اختلاف دارند اما مدیریت آن توسط وزارت دفاع بریتانیا انجام می‌شود.

## نگارخانه

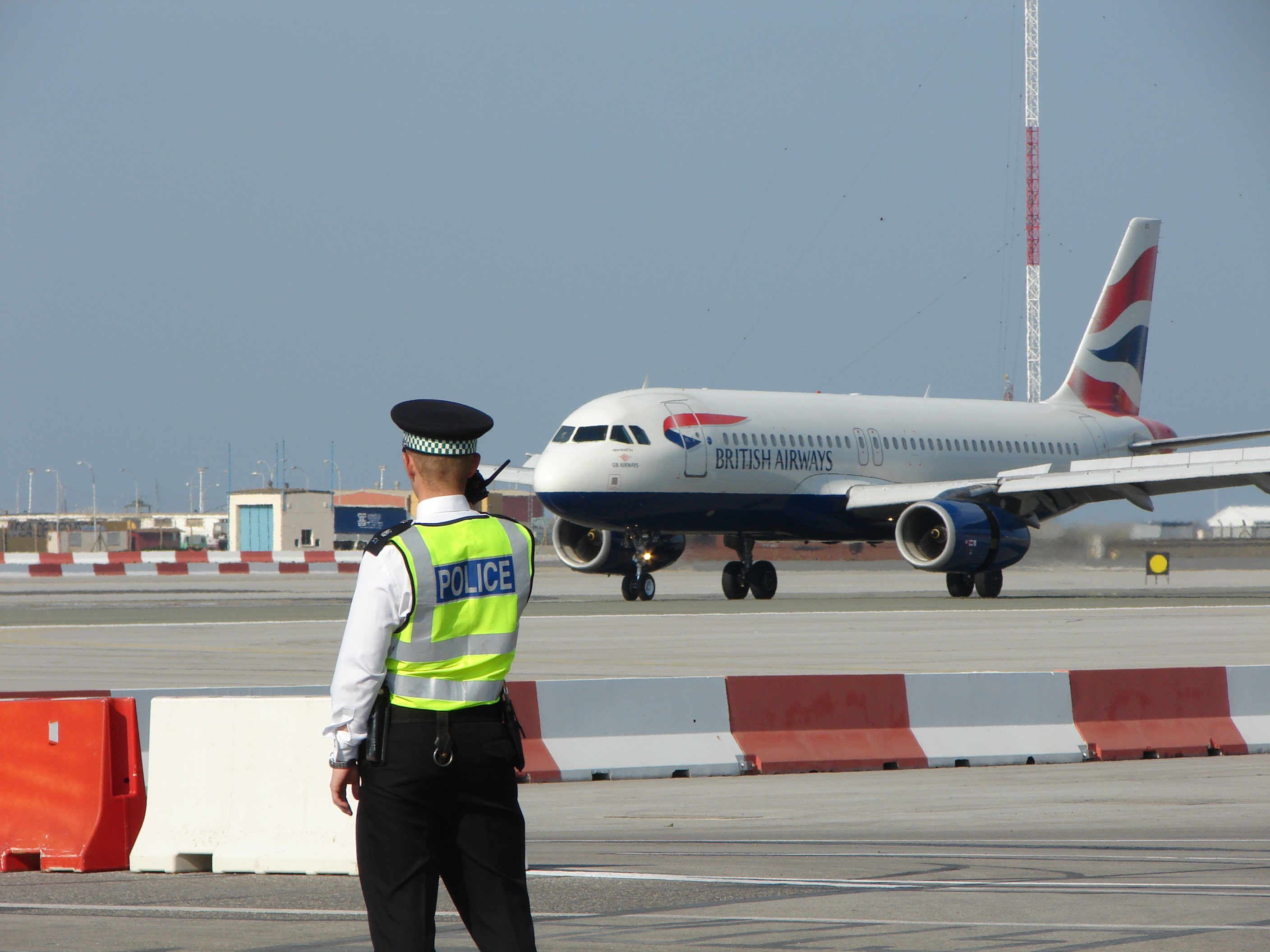
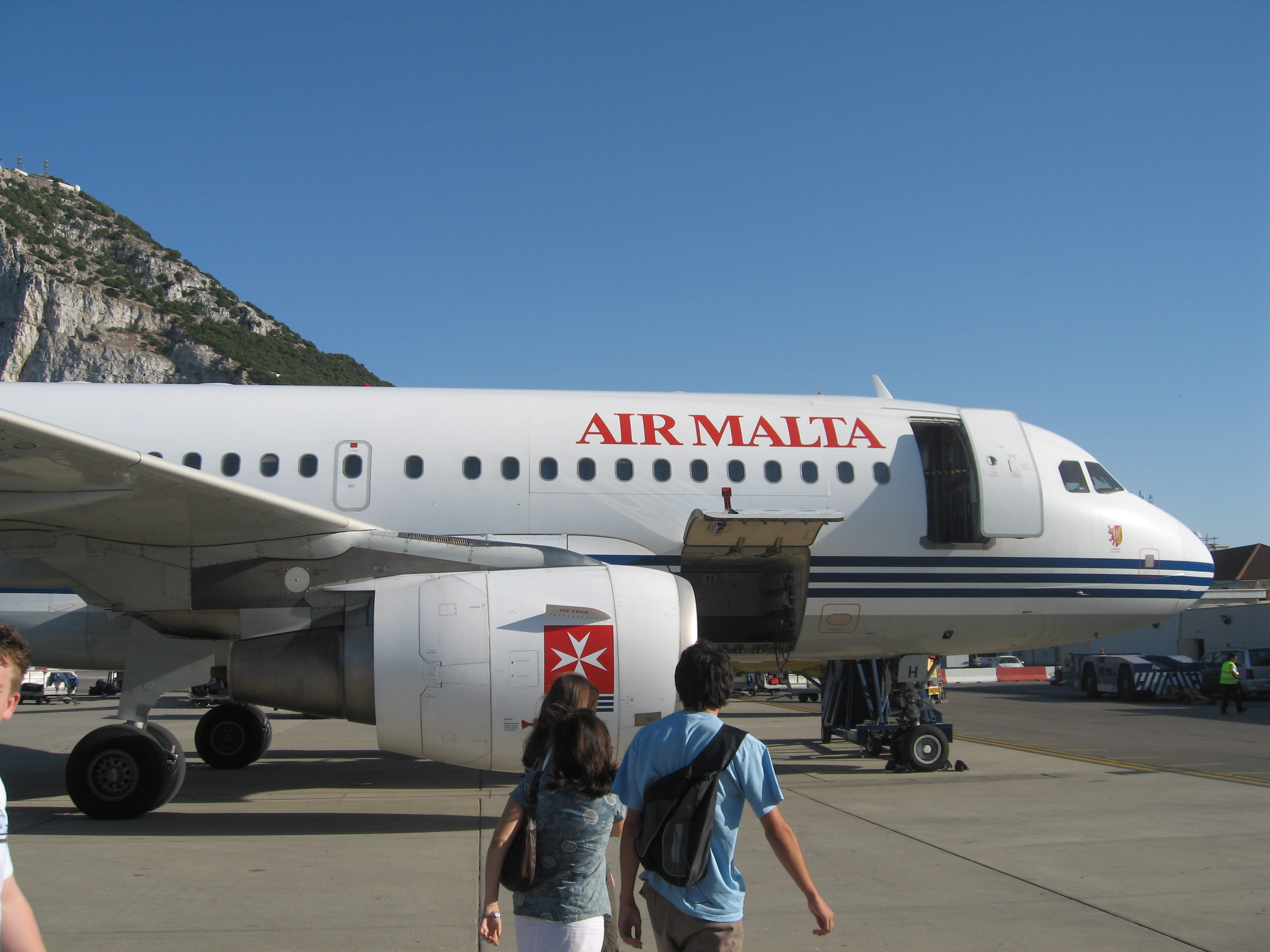
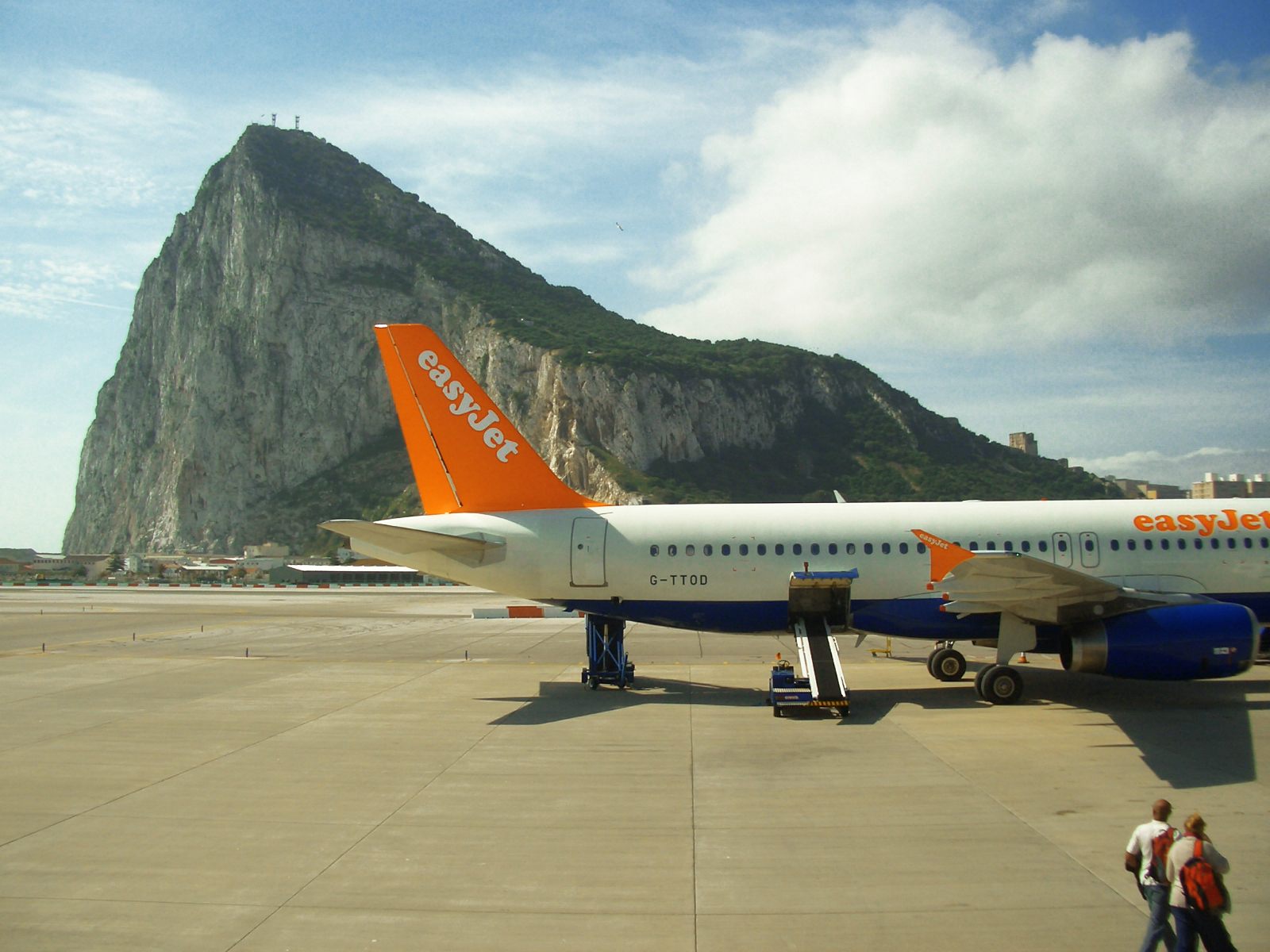
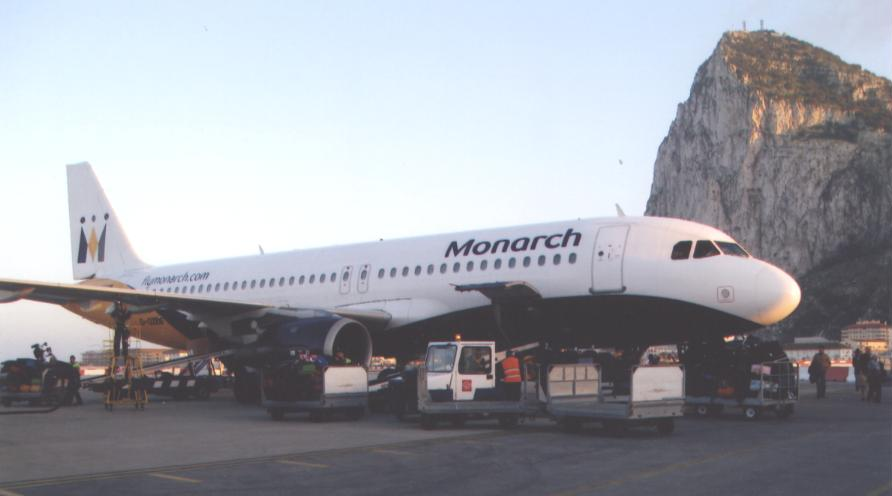
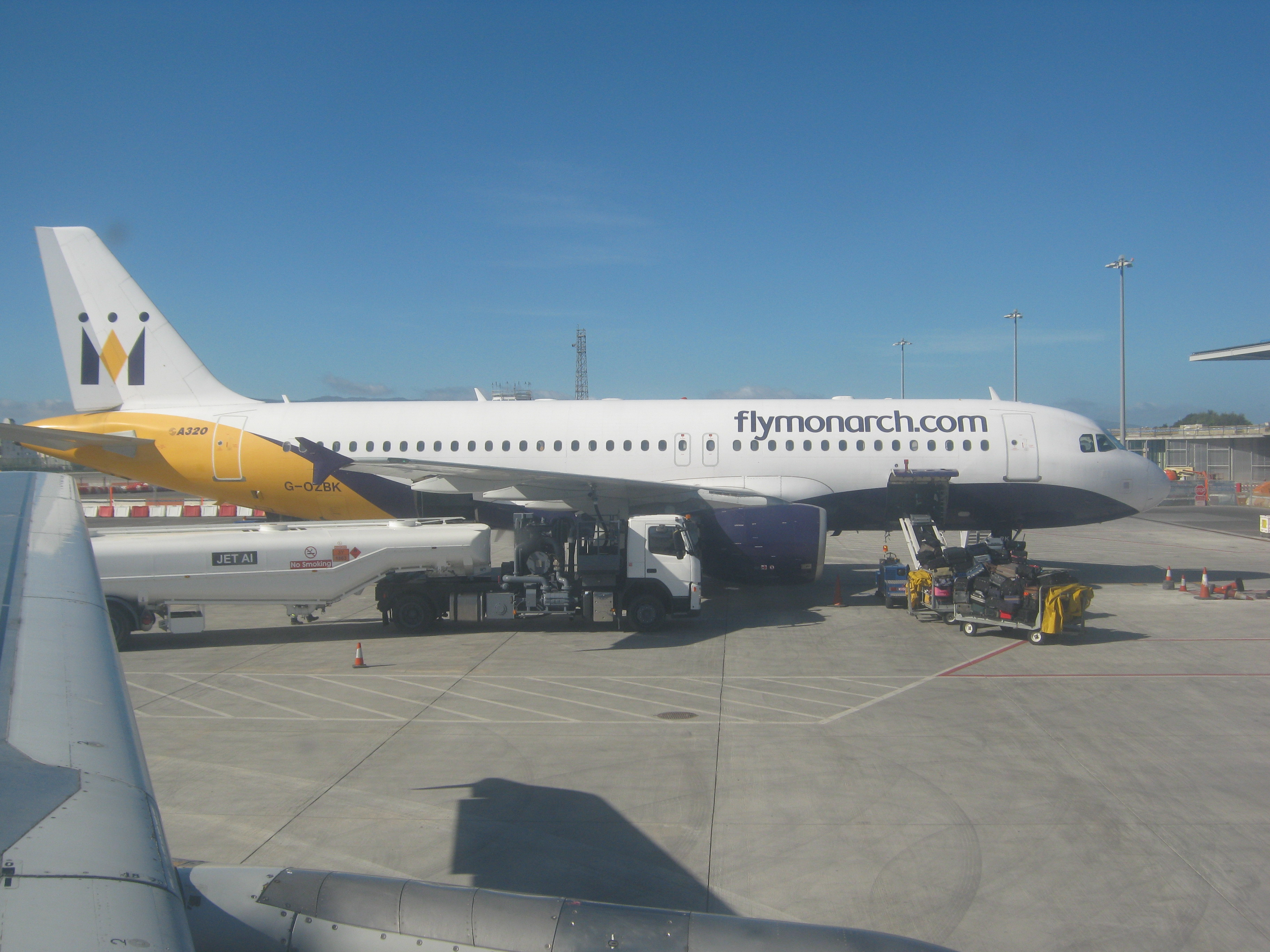
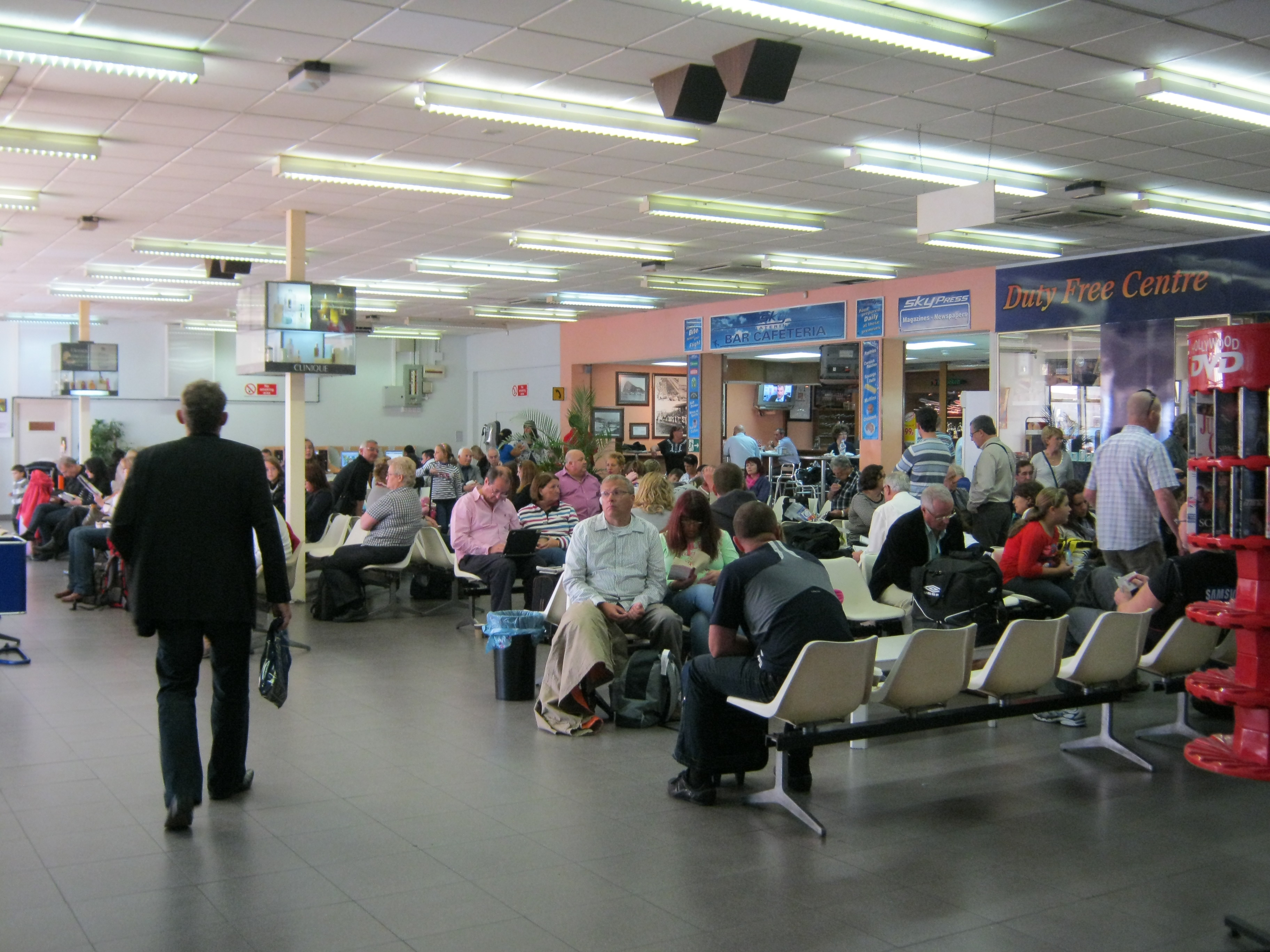
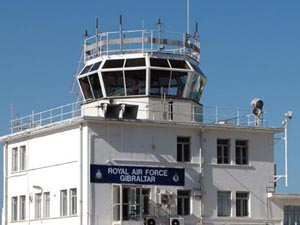
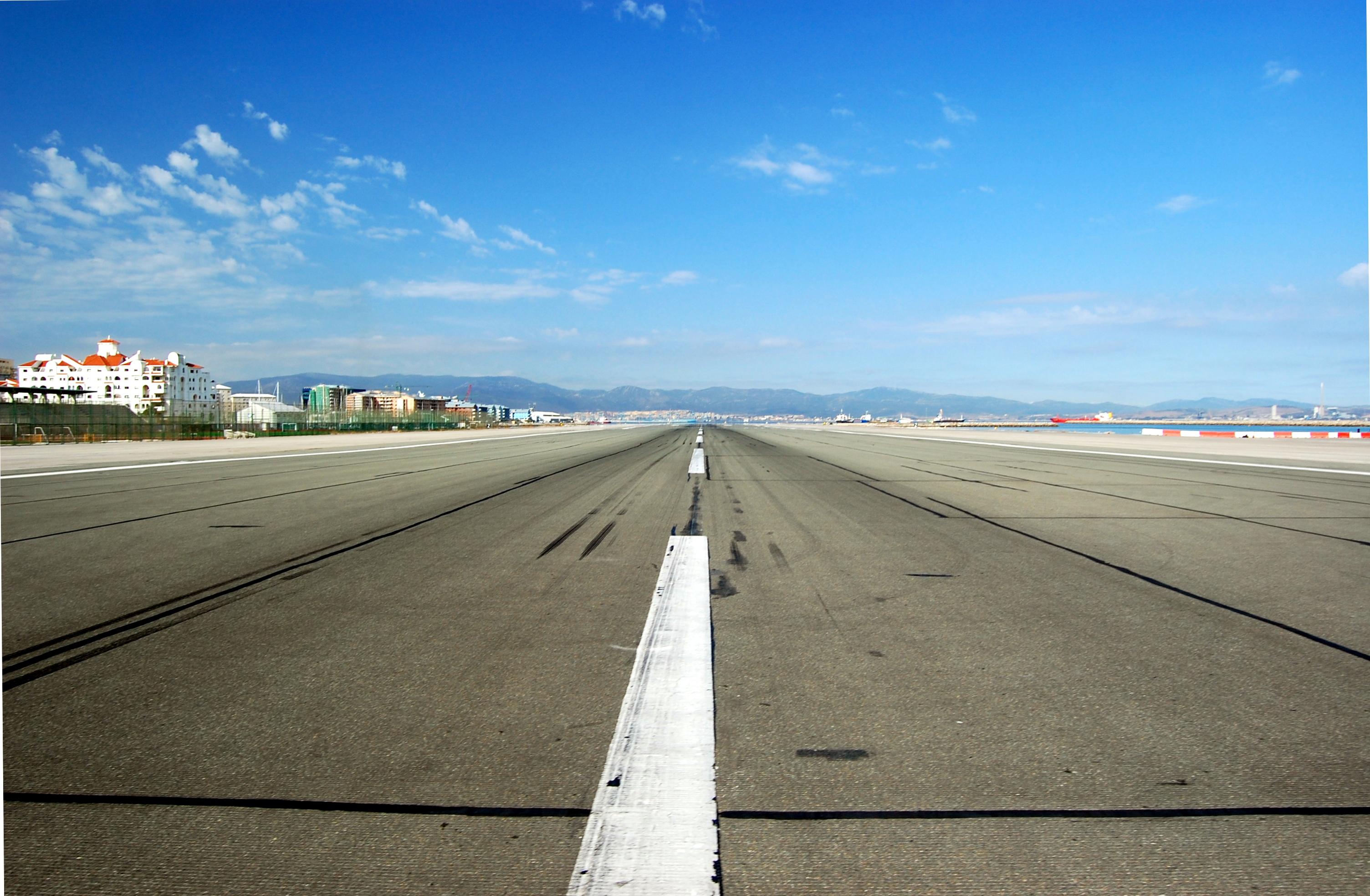
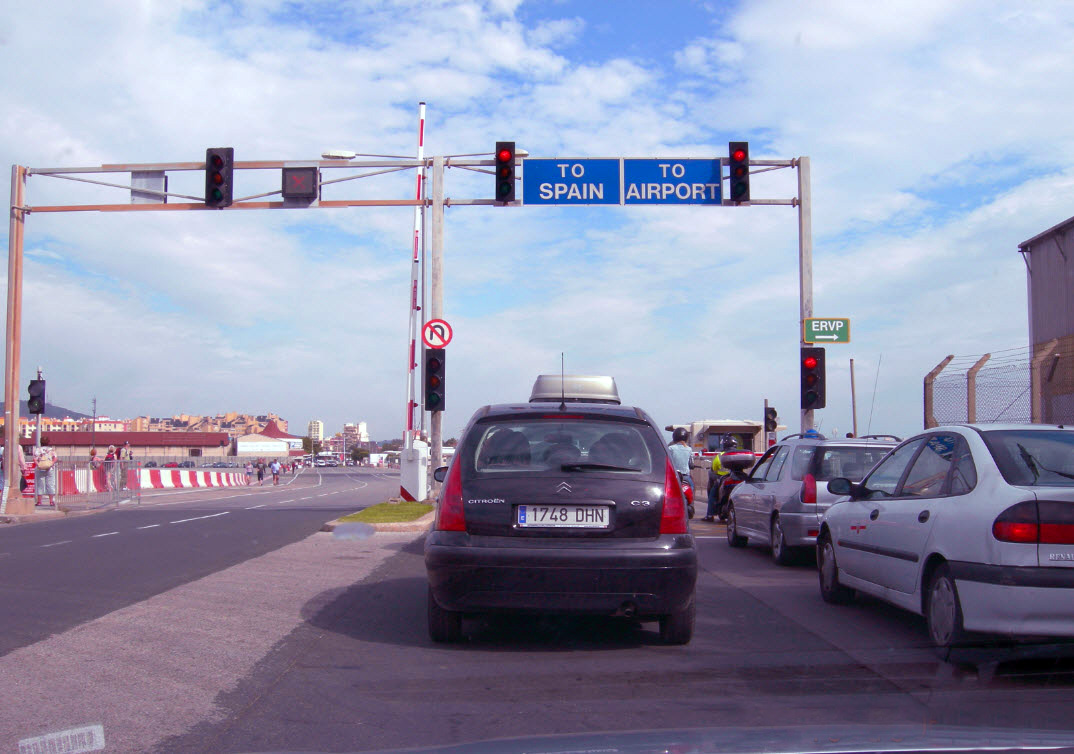
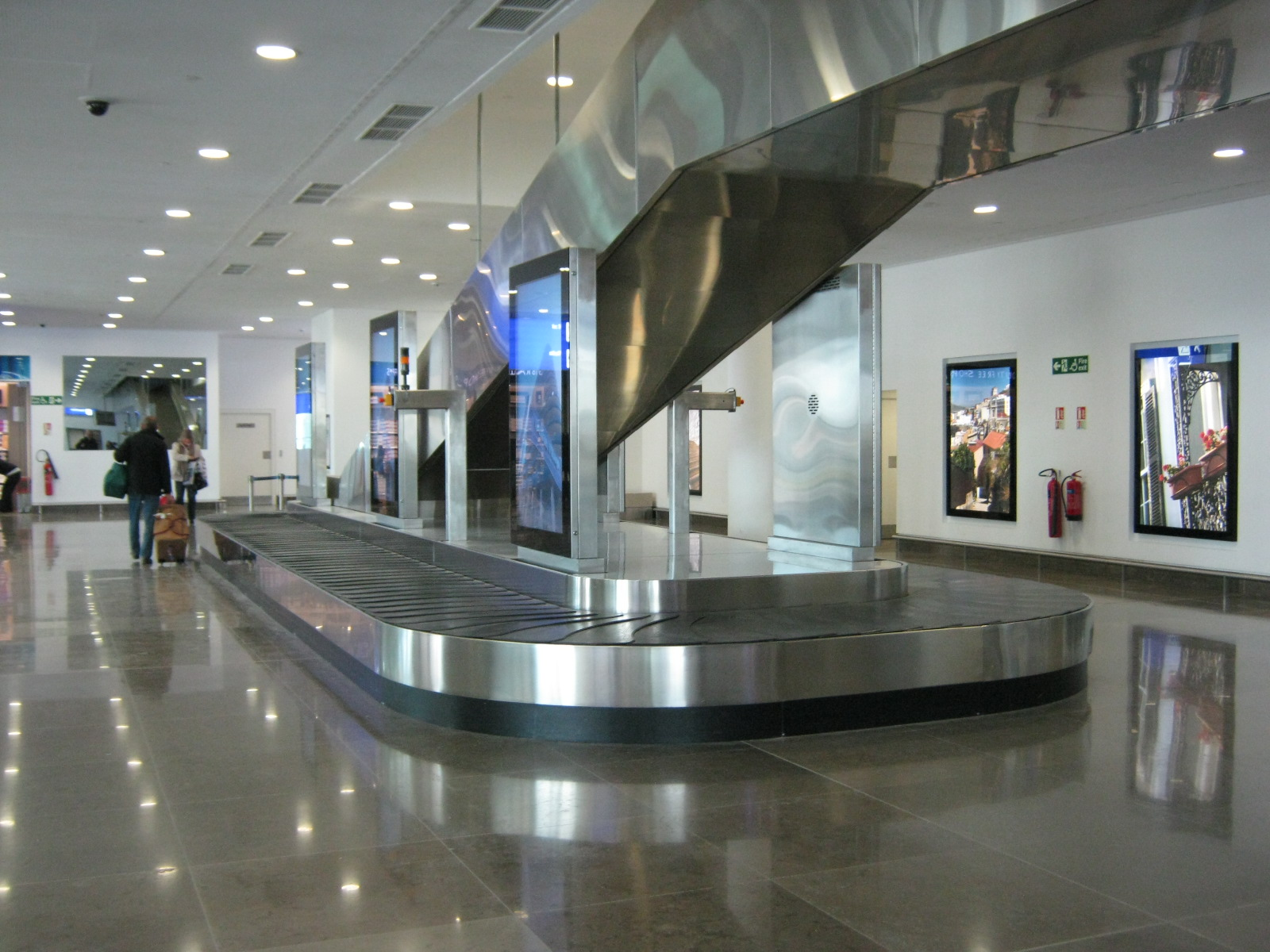

## مقصدها و خطوط هوایی
| شرکت‌های هواپیمایی | مقصدهای پروازی                                      |
| ----------------- | --------------------------------------------------- |
| بریتیش ایرویز     | فرودگاه هیترو لندن                                  |
| ایزی‌جت            | فرودگاه گاتویک                                      |
| مونارک ایرلاینز   | فرودگاه بیرمنگام، فرودگاه لوتن لندن، فرودگاه منچستر |

## آمار
|                        | مسافران | Aircraft movements | Cargo (tonnes) |
| ---------------------- | ------- | ------------------ | -------------- |
| ۲۰۰۸                   | ۳۷۸٬۶۰۳ | ۳٬۹۵۸              | ۶۲۴            |
| ۲۰۰۹                   | ۳۷۱٬۲۳۱ | ۴٬۲۹۰              | ۳۱۳            |
| ۲۰۱۰                   | ۳۰۵٬۳۲۵ | ۳٬۳۴۶              | ۲۹۶            |
| ۲۰۱۱                   | ۳۸۳٬۰۱۳ | ۳٬۶۲۸              | ۲۹۲            |
| 2012 (provisional)     | ۳۸۷٬۲۱۹ | ۳٬۴۹۰              | ۳۱۳            |
| منبع: فرودگاه جبل طارق |         |                    |                |

## شرکت‌های هواپیمایی و مقصدهای پروازی

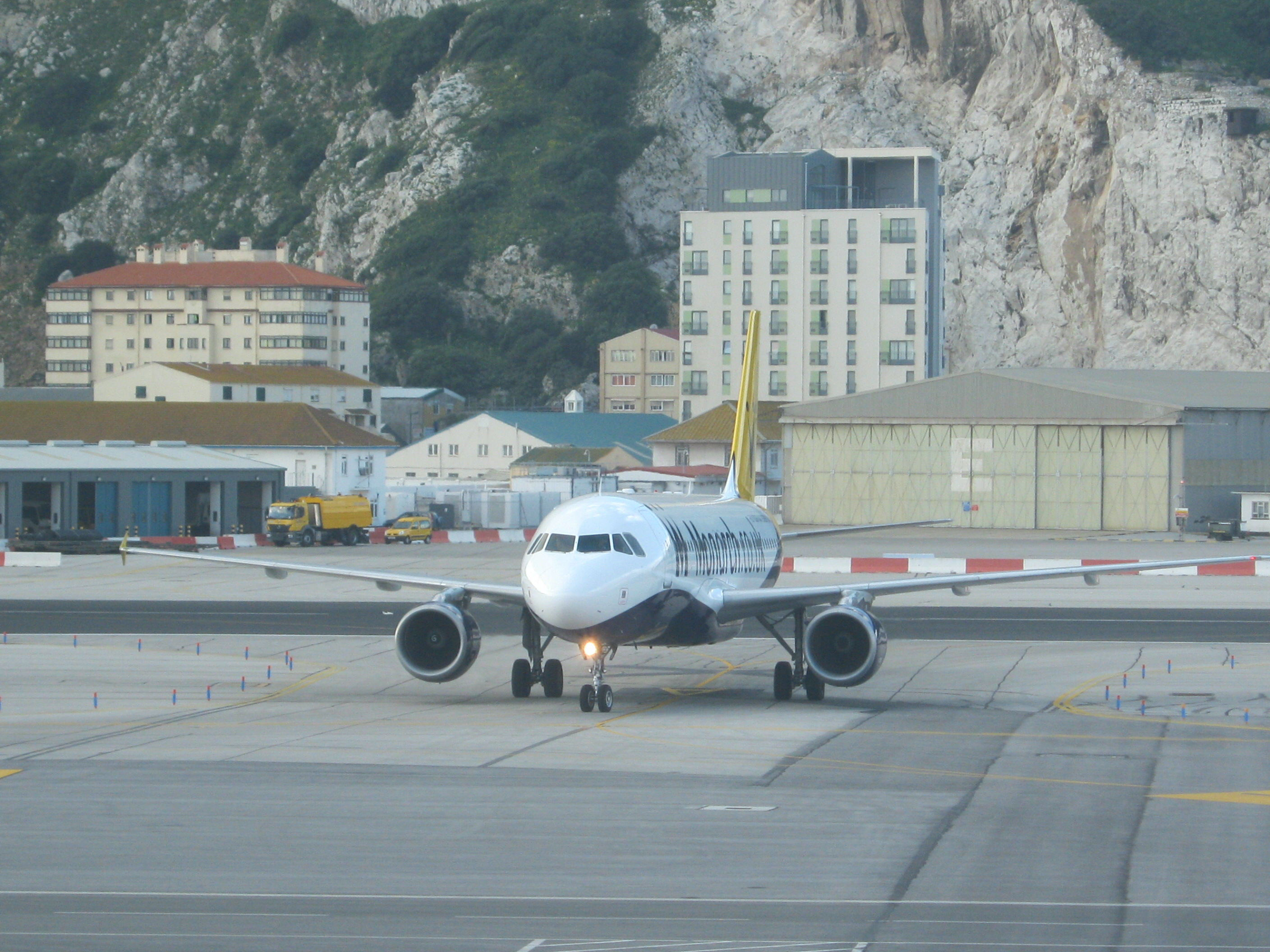
مونارک ایرلاینز خانواده ایرباس ای۳۲۰ in Gibraltar.

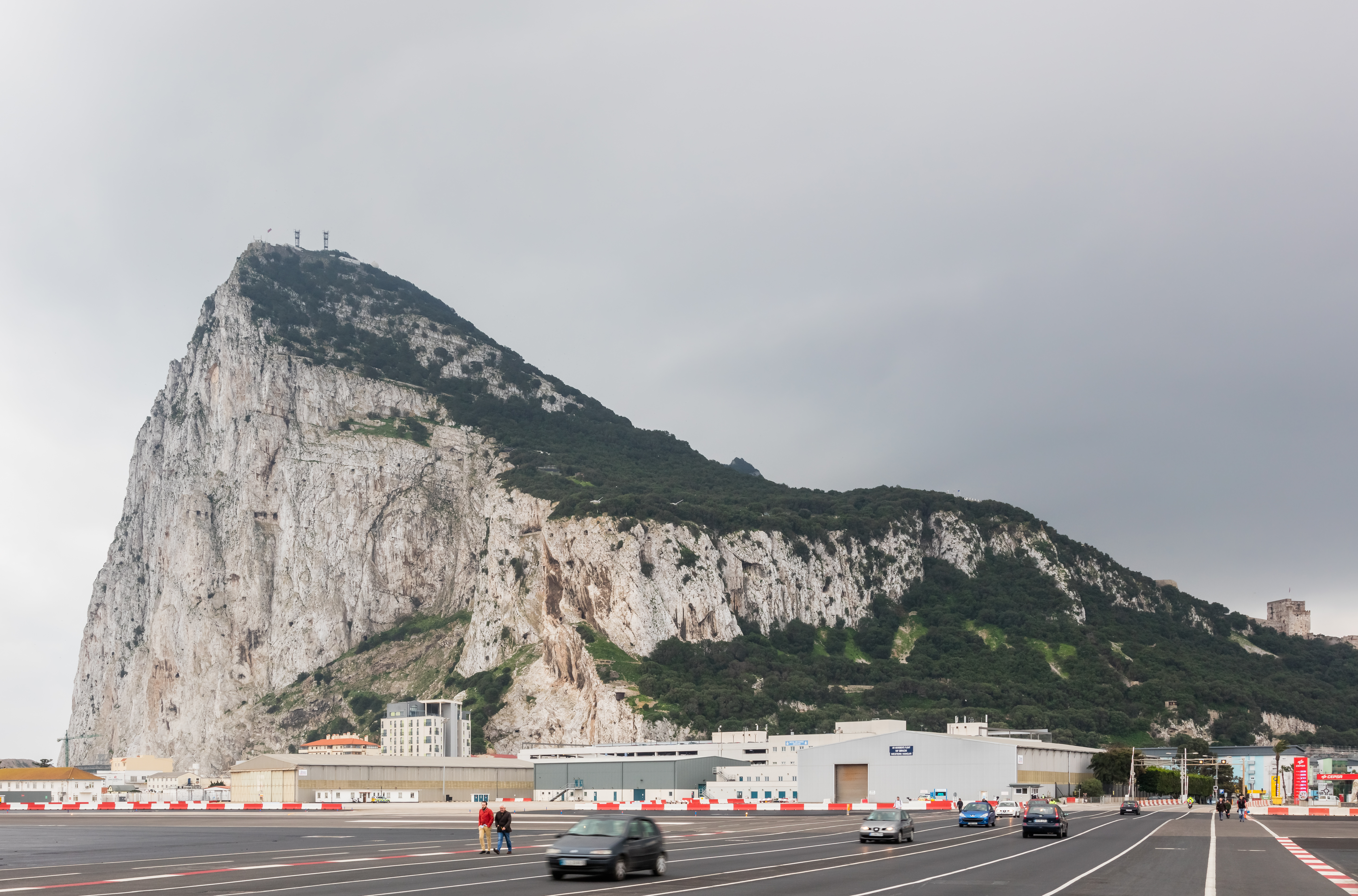
Airport with the rock in the background.

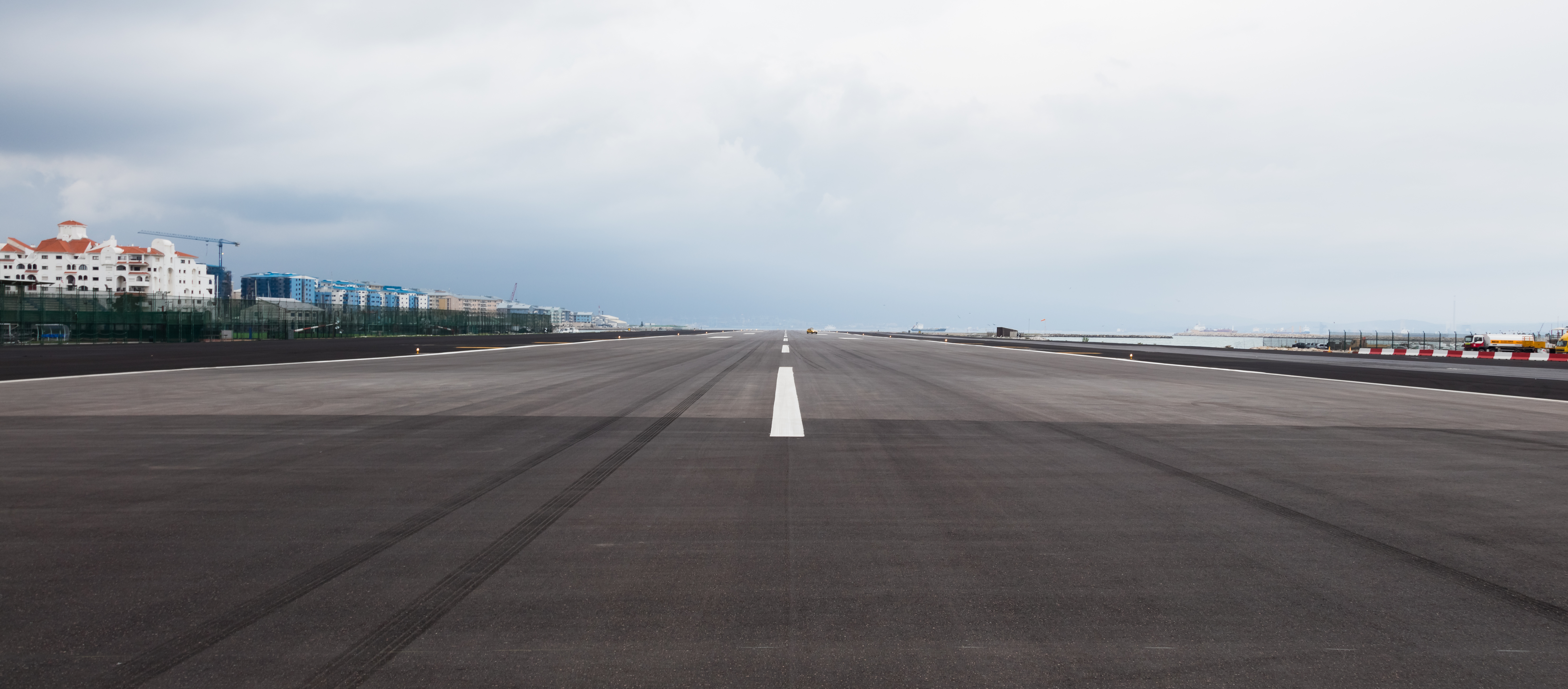
Runway of the Gibraltar Airport.

| شرکت‌های هواپیمایی       | مقصدهای پروازی                           |
| ----------------------- | ---------------------------------------- |
| بریتیش ایرویز           | هیترو لندن                               |
| ایزی‌جت                  | بریستول، گاتویک، منچستر                  |
| مونارک ایرلاینز         | گاتویک، لوتن لندن، منچستر فصلی: بیرمنگام |
| Royal Air Maroc Express | محمد پنجم، ابن بطوطه طنجه                |